# Lachamp-Raphaël
Lachamp-Raphaël település Franciaországban, Ardèche megyében. Lakosainak száma 66 fő (2022. január 1.). Lachamp-Raphaël Le Chambon, Labastide-sur-Bésorgues, Laviolle, Mézilhac, Péreyres, Sagnes-et-Goudoulet és Saint-Andéol-de-Fourchades községekkel határos.

## Népesség
A település népességének változása:
| Lakosok száma | 227  | 157  | 115  | 93   | 79   | 74   | 63   | 61   | 58   | 66   |
|               | 1968 | 1982 | 1990 | 2006 | 2013 | 2015 | 2017 | 2019 | 2020 | 2022 |